# Campeonato Europeu de Futebol Feminino de 2013
O Campeonato Europeu de Futebol Feminino de 2013 foi a 11ª edição do Campeonato Europeu de Futebol Feminino foi realizada na Suécia, de 10 a 28 de julho de 2013. Os 12 países participantes foram divididos em três grupos. A final foi disputada no estádio Friends Arena, em Solna, na área metropolitana de Estocolmo.

## Seleções classificadas
12 equipes participaram da competição.
Anfitriã
- Suécia

Qualificação pela fase de grupos
- Itália
- Alemanha
- Noruega
- França
- Finlândia
- Inglaterra
- Dinamarca

Qualificação por play-offs
- Países Baixos
- Espanha
- Islândia
- Rússia

## Sedes
Os jogos foram disputados em 7 cidades do país: Gotemburgo, Växjö, Halmstad, Kalmar, Linköping, Norrköping e Solna.
| Solna              | Gotemburgo           | Norrköping                      | Kalmar             | Växjö              | Linköping         | Halmstad          |
| Friends Arena      | Gamla Ullevi         | Platinumcars arena (Nya Parken) | Guldfågeln Arena   | Myresjöhus Arena   | Arena Linköping   | Örjans Vall       |
| Capacidade: 50 100 | Capacidade: 18 000   | Capacidade: 11 750              | Capacidade: 11 000 | Capacidade: 10 000 | Capacidade: 8 000 | Capacidade: 7 500 |
| Friends Arena      | Estádio Gamla Ullevi | Nya Parken                      | Guldfågeln Arena   | Myresjöhus Arena   | Arena Linköping   |                   |
| ------------------ | -------------------- | ------------------------------- | ------------------ | ------------------ | ----------------- | ----------------- |

## Fase de grupos
Na fase de grupos, os participantes estavam incluídos em três grupos de quatro países.

### Grupo A
| Seleção   | P | J | V | E | D | GP | GC | SG |
| --------- | - | - | - | - | - | -- | -- | -- |
| Suécia    | 7 | 3 | 2 | 1 | 0 | 9  | 2  | +7 |
| Itália    | 4 | 3 | 1 | 1 | 1 | 3  | 4  | –1 |
| Dinamarca | 2 | 3 | 0 | 2 | 1 | 3  | 4  | –1 |
| Finlândia | 2 | 3 | 0 | 2 | 1 | 1  | 6  | –5 |

| 10 de julho | Itália | 0 – 0     | Finlândia | Örjans Vall, Halmstad                     |
| 18:00       |        | Relatório |           | Público: 3 011 Árbitro: ROU Teodora Albon |

| 10 de julho | Suécia      | 1 – 1     | Dinamarca   | Estádio Gamla Ullevi, Gotemburgo               |
| 20:30       | Fischer 36' | Relatório | Gajhede 26' | Público: 16 128 Árbitro: GER Bibiana Steinhaus |

| 13 de julho | Itália                     | 2 – 1     | Dinamarca    | Örjans Vall, Halmstad                      |
| 18:00       | Gabbiadini 55' · Mauro 60' | Relatório | Brogaard 66' | Público: 2 190 Árbitro: SUI Esther Staubli |

| 13 de julho | Finlândia | 0 – 5     | Suécia                                            | Estádio Gamla Ullevi, Gotemburgo                |
| 20:30       |           | Relatório | Fischer 15', 36' · Asllani 38' · Schelin 60', 87' | Público: 16 414 Árbitro: ROU Cristina Dorcioman |

| 16 de julho | Suécia                                 | 3 – 1     | Itália         | Örjans Vall, Halmstad                       |
| 20:30       | Manieri 47' · Schelin 49' · Öqvist 57' | Relatório | Gabbiadini 78' | Público: 7 288 Árbitro: HUN Katalin Kulcsár |

| 16 de julho | Dinamarca    | 1 – 1     | Finlândia   | Estádio Gamla Ullevi, Gotemburgo            |
| 20:30       | Brogaard 29' | Relatório | Sjölund 87' | Público: 8 360 Árbitro: UKR Kateryna Monzul |

### Grupo B
| Seleção       | P | J | V | E | D | GP | GC | SG |
| ------------- | - | - | - | - | - | -- | -- | -- |
| Noruega       | 7 | 3 | 2 | 1 | 0 | 3  | 1  | +2 |
| Alemanha      | 4 | 3 | 1 | 1 | 1 | 3  | 1  | +2 |
| Islândia      | 4 | 3 | 1 | 1 | 1 | 2  | 4  | –2 |
| Países Baixos | 1 | 3 | 0 | 1 | 2 | 0  | 2  | –2 |

| 11 de julho | Noruega     | 1 – 1     | Islândia               | Guldfågeln Arena, Kalmar                    |
| 18:00       | Hegland 26' | Relatório | Viðarsdóttir 87' (pen) | Público: 3 867 Árbitro: HUN Katalin Kulcsár |

| 11 de julho | Alemanha | 0 – 0     | Países Baixos | Myresjöhus Arena, Växjö                     |
| 20:30       |          | Relatório |               | Público: 8 861 Árbitro: ITA Silvia Spinelli |

| 14 de julho | Noruega         | 1 – 0     | Países Baixos | Guldfågeln Arena, Kalmar                  |
| 18:00       | Gulbrandsen 54' | Relatório |               | Público: 4 256 Árbitro: ROU Teodora Albon |

| 14 de julho | Islândia | 0 – 3     | Alemanha                               | Myresjöhus Arena, Växjö                     |
| 20:30       |          | Relatório | Lotzen 24' · Okoyino da Mbabi 55', 84' | Público: 4 620 Árbitro: FIN Kirsi Heikkinen |

| 17 de julho | Alemanha | 0 – 1     | Noruega       | Guldfågeln Arena, Kalmar                    |
| 18:00       |          | Relatório | Isaksen 45+1' | Público: 10 346 Árbitro: SUI Esther Staubli |

| 17 de julho | Países Baixos | 0 – 1     | Islândia           | Myresjöhus Arena, Växjö                        |
| 18:00       |               | Relatório | Brynjarsdóttir 30' | Público: 3 406 Árbitro: ROU Cristina Dorcioman |

### Grupo C
| Seleção    | P | J | V | E | D | GP | GC | SG |
| ---------- | - | - | - | - | - | -- | -- | -- |
| França     | 9 | 3 | 3 | 0 | 0 | 7  | 1  | +6 |
| Espanha    | 4 | 3 | 1 | 1 | 1 | 4  | 4  | 0  |
| Rússia     | 2 | 3 | 0 | 2 | 1 | 3  | 5  | –2 |
| Inglaterra | 1 | 3 | 0 | 1 | 2 | 3  | 7  | –4 |

| 12 de julho | França                         | 3 – 1     | Rússia       | Nya Parken, Norrköping                      |
| 18:00       | Delie 21', 33' · Le Sommer 67' | Relatório | Morozova 84' | Público: 2 980 Árbitro: SWE Jenny Palmqvist |

| 12 de julho | Inglaterra             | 2 – 3     | Espanha                                   | Arena Linköping, Linköping                  |
| 20:30       | Aluko 8' · Bassett 89' | Relatório | Boquete 4' · Hermoso 85' · Putellas 90+3' | Público: 5 190 Árbitro: UKR Kateryna Monzul |

| 15 de julho | Inglaterra   | 1 – 1     | Rússia        | Arena Linköping, Linköping                    |
| 18:00       | Duggan 90+3' | Relatório | Korovkina 38' | Público: 3 629 Árbitro: GER Bibiana Steinhaus |

| 15 de julho | Espanha | 0 – 1     | França    | Nya Parken, Norrköping                      |
| 20:30       |         | Relatório | Renard 5' | Público: 5 068 Árbitro: ITA Carina Vitulano |

| 18 de julho | França                                | 3 – 0     | Inglaterra | Arena Linköping, Linköping                  |
| 20:30       | Le Sommer 9' · Nécib 62' · Renard 64' | Relatório |            | Público: 7 332 Árbitro: FIN Kirsi Heikkinen |

| 18 de julho | Rússia        | 1 – 1     | Espanha     | Nya Parken, Norrköping                      |
| 20:30       | Terekhova 44' | Relatório | Boquete 14' | Público: 2 157 Árbitro: SWE Jenny Palmqvist |

### Melhores terceiros classificados
Os dois melhores terceiros colocados avançaram a próxima fase. Somente pontos são usados para dividir cada equipe. Como a Dinamarca e a Rússia encerraram a fase de grupos com dois pontos, de acordo com o regulamento, a UEFA realizou um sorteio em 18 de julho, após o termino da fase de grupos, para determinar qual equipe avançaria a próxima fase. A Dinamarca foi a sorteada e avançou.
| Seleção   | P | J | Grupo |
| --------- | - | - | ----- |
| Islândia  | 4 | 3 | B     |
| Dinamarca | 2 | 3 | A     |
| Rússia    | 2 | 3 | C     |

## Fase final
|  | Quartas de final        | Quartas de final         |                          |       | Semifinais | Semifinais |  |  | Final | Final |
|  |                         |                          |                          |       |            |            |  |  |       |       |
|  | 21 de julho – Halmstad  |                          |                          |       |            |            |  |  |       |       |
|  |                         |                          |                          |       |            |            |  |  |       |       |
|  | Suécia                  | 4                        |                          |       |            |            |  |  |       |       |
|  | Suécia                  | 4                        | 24 de julho – Gotemburgo |       |            |            |  |  |       |       |
|  | Islândia                | 0                        |                          |       |            |            |  |  |       |       |
|  | Islândia                | 0                        | Suécia                   | 0     |            |            |  |  |       |       |
|  | 21 de julho – Växjö     |                          | Suécia                   | 0     |            |            |  |  |       |       |
|  |                         | Alemanha                 | 1                        |       |            |            |  |  |       |       |
|  | Itália                  | Alemanha                 | 1                        | 0     |            |            |  |  |       |       |
|  | Itália                  |                          | 28 de julho – Solna      | 0     |            |            |  |  |       |       |
|  | Alemanha                | 1                        |                          |       |            |            |  |  |       |       |
|  | Alemanha                | 1                        | Alemanha                 | 1     |            |            |  |  |       |       |
|  | 21 de julho – Kalmar    |                          | Alemanha                 | 1     |            |            |  |  |       |       |
|  |                         | Noruega                  | 0                        |       |            |            |  |  |       |       |
|  | Noruega                 | Noruega                  | 0                        | 3     |            |            |  |  |       |       |
|  | Noruega                 | 25 de julho – Norrköping |                          | 3     |            |            |  |  |       |       |
|  | Espanha                 | 1                        |                          |       |            |            |  |  |       |       |
|  | Espanha                 | 1                        | Noruega                  | 1 (4) |            |            |  |  |       |       |
|  | 21 de julho – Linköping |                          | Noruega                  | 1 (4) |            |            |  |  |       |       |
|  |                         | Dinamarca                | 1 (2)                    |       |            |            |  |  |       |       |
|  | França                  | Dinamarca                | 1 (2)                    | 1 (2) |            |            |  |  |       |       |
|  | França                  |                          |                          | 1 (2) |            |            |  |  |       |       |
|  | Dinamarca               | 1 (4)                    |                          |       |            |            |  |  |       |       |
|  | Dinamarca               | 1 (4)                    |                          |       |            |            |  |  |       |       |

### Quartas-de-final
| 21 de julho | Suécia                                            | 4 – 0     | Islândia | Örjans Vall, Halmstad                       |
| 15:00       | M. Hammarström 3' · Öqvist 14' · Schelin 19', 59' | Relatório |          | Público: 7 468 Árbitro: FIN Kirsi Heikkinen |

| 21 de julho | Itália | 0 – 1     | Alemanha    | Myresjöhus Arena, Växjö                     |
| 18:00       |        | Relatório | Laudehr 26' | Público: 9 265 Árbitro: HUN Katalin Kulcsár |

| 22 de julho | Noruega                                       | 3 – 1     | Espanha       | Guldfågeln Arena, Kalmar                       |
| 18:00       | Gulbrandsen 24' · Paredes 43' · Hegerberg 64' | Relatório | Hermoso 90+2' | Público: 10 435 Árbitro: GER Bibiana Steinhaus |

| 22 de julho | França          | 1 – 1 (pro) | Dinamarca     | Arena Linköping, Linköping                  |
| 20:45       | Nécib 71' (pen) | Relatório   | Rasmussen 28' | Público: 7 448 Árbitro: ITA Carina Vitulano |

|                                 |       | Penalidades                                    |  |
| Nécib Thiney Le Sommer Delannoy | 2 – 4 | Røddik Hansen Rydahl Bukh Nadim Nielsen Jensen |  |

### Semifinal
| 24 de julho | Suécia | 0 – 1     | Alemanha     | Estádio Gamla Ullevi, Gotemburgo            |
| 20:30       |        | Relatório | Marozsán 33' | Público: 16 608 Árbitro: SUI Esther Staubli |

| 25 de julho | Noruega        | 1 – 1 (pro) | Dinamarca   | Nya Parken, Norrköping                      |
| 20:30       | Christensen 3' | Relatório   | Gajhede 87' | Público: 9 260 Árbitro: UKR Kateryna Monzul |

|                                      |       | Penalidades                          |  |
| Gulbrandsen Dekkerhus Rønning Mjelde | 4 – 2 | Røddik Hansen Nielsen Nadim Brogaard |  |

### Final
| 28 de julho | Alemanha   | 1 – 0     | Noruega | Friends Arena, Solna                            |
| 16:00       | Mittag 49' | Relatório |         | Público: 41 301 Árbitro: ROU Cristina Dorcioman |

## Premiação
| Campeonato Europeu de Futebol Feminino de 2013 |
| Alemanha                                       |
| ---------------------------------------------- |
| Alemanha Campeão (8º título)                   |